# In Love and War (film 1913)
In Love and War è un cortometraggio muto del 1913 diretto da Allan Dwan e da Thomas H. Ince. Gli attori erano Wallace Reid, Pauline Bush e Marshall Neilan. È conosciuto anche con il titolo The Call to Arms.

## Produzione
Il film fu prodotto dalla Bison Motion Pictures.

## Distribuzione
Il film - un cortometraggio in due bobine - fu distribuito negli Stati Uniti dall'Universal Film Manufacturing Company e uscì in sala il 17 giugno 1913.